# Сражение при Мелантии
Сражение при Мелантии (греч. Μάχη τής Μελαντιάς) — сражение между войсками Византийской империи и кутригурами в 559 году, завершившееся победой Византии. Это было также последнее сражение, в котором полководец Велизарий возглавлял армию.

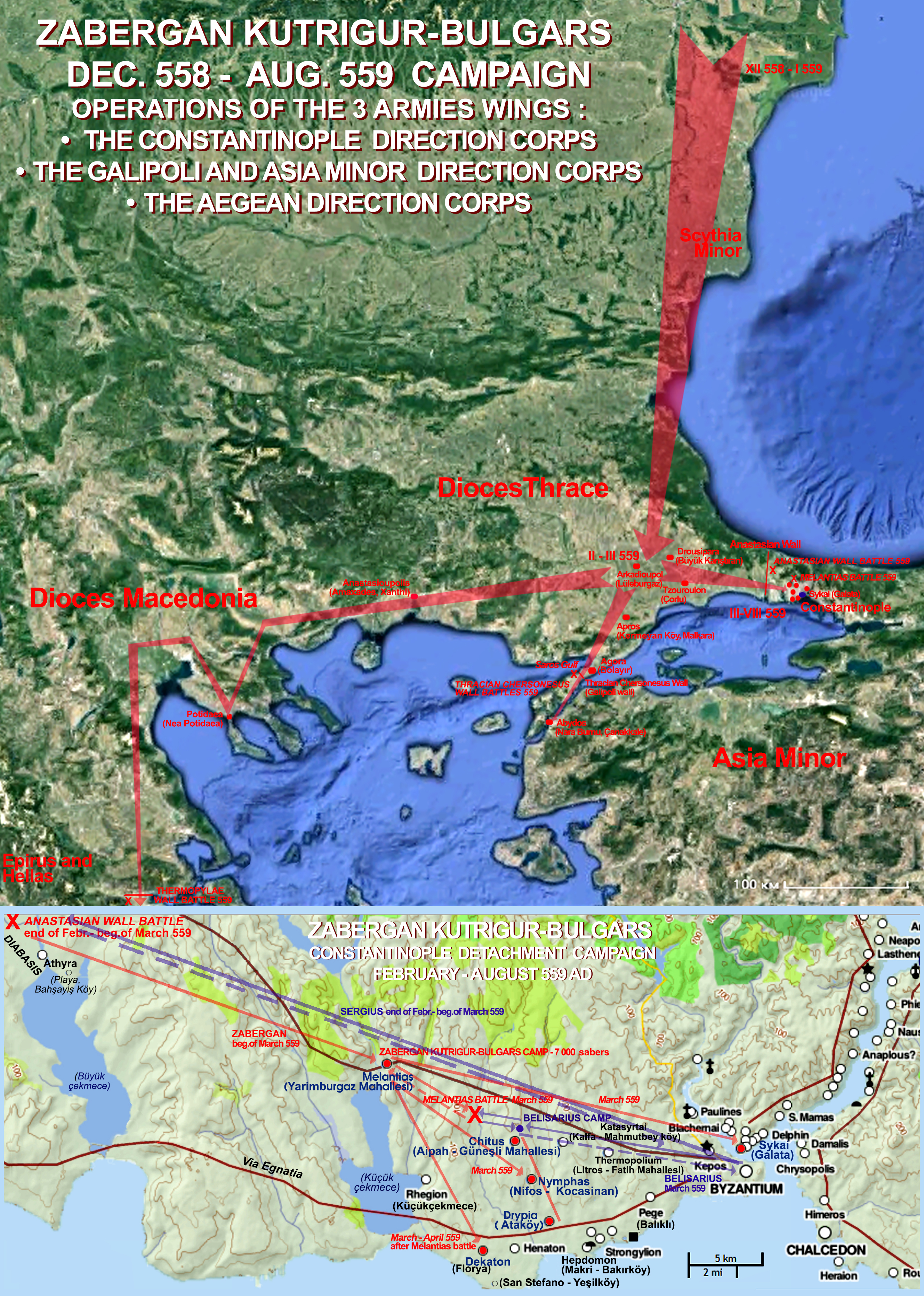
Война с кутригурами (558—559)

## Предыстория
Дунайская граница долгое время была слабым местом в обороне Византийской империи. После нашествий славян и гуннов Византийская империя в 559 году столкнулась с новым вторжением. На этот раз со стороны кутригуров под предводительством Заберхана. Зимой 559 года их войско перешло через Дунай и прошло через провинции Мезию и Малую Скифию, а затем достигла Фракии. Там кутригуры разделились: одна часть двинулась в сторону Греции, а другая, во главе с Заберханом, — в сторону Галлиполи. По словам Агафия Миринейского, Заберхан задумал вторгнуться в богатую Малую Азию, и когда кутригуры прошли мимо разрушенной стены Анастасия, угроза Константинополю стала велика.
По словам Агафия, к 559 году византийская армия была значительно сокращена императором Юстинианом I — с 645 000 человек до 150 000 солдат. Кроме того, император значительно сократил численность войск в своей столице, отказавшись выплачивать им жалованье. В результате в Константинополе практически не осталось боеспособных солдат. Велизарию было поручено защищать город от кутригуров, и ему удалось собрать для сражения триста ветеранов, участвовавших в готских войнах.
Возле деревни Хетта, недалеко от Мелантии, Велизарий приказал крестьянам и горожанам вырыть ров вокруг своего лагеря. Затем он приказал разжечь в своем лагере много костров, чтобы создать у противника впечатление, что тот имеет дело с большой армией.

## Ход сражения
Заберхан отделился от остальной части своего войска с двумя тысячами человек и двинулся к лагерю ромеев. Велизарий разделил свои силы на три отдельные группы по сто человек. «Он вывел против них свое войско, замаскировав его и искусно скрывая, насколько возможно, его малочисленность. Отобрав двести всадников, щитоносцев и копьеметателей, он поместил их в засаде с обеих сторон дороги там, где ожидал нападения врагов, приказав им немедленно броситься на врагов, метая копья, как только услышат сигнал, чтобы силой натиска те были сбиты в кучу». Велизарий также отдал приказ крестьянам и горожанам, которые следовали с ним, как можно больше шуметь, чтобы напугать кутригуров. «С остальными же стал в центре, чтобы принять грудью натиск врага».
Когда отряд Заберхана достиг места засады, Велизарий атаковал его со своей сотней людей. 

По данному сигналу выскочили и сидевшие в засаде с той и другой стороны дороги и бросились против неприятеля. Поднялся крик и шум, больший, чем можно было ожидать от размера боевых операций. Тогда враги, поражаемые со всех сторон дротиками, опрокинутые друг на друга, сдавленные теснотой, как это предусмотрел Велизарий, не могли сражаться и обороняться. Они не могли ни удобно стрелять из лука, ни метать копья. Всадники не могли ни руководить вылазкой, ни окружать неприятельские фаланги. Казалось, что они окружены и замкнуты в круг многочисленным войском. Ибо и находящиеся сзади с большим шумом и криком теснили их, возбуждая страх, а поднимающаяся вверх пыль мешала установить численность нападающих. — Агафий Миринейский
Когда другие ромеи также атаковали противника с флангов, кутригуры бежали. Велизарий в боевом порядке бросился в погоню и не дал кутригурам сплотиться и контратаковать. «Произошло большое
избиение убегающих в беспорядке варваров».

## Результаты
Заберхан потерял 400 человек, но смог сбежать с остальной частью отряда и вернуться в свой лагерь. В Галлиполи кутригуры также были разгромлены Германом. Заберхан отказался от идеи нападения на Константинополь, но несмотря на эти поражения, не покинул территорию Византии и стал грабить Фракию, требуя выкуп за пленных. Получив его, он пересёк Дунай и ушёл в причерноморские степи.